# Tiruvottiyūr
Tiruvottiyūr är en ort i Indien.   Den ligger i distriktet Thiruvallur och delstaten Tamil Nadu, i den södra delen av landet, 1 800 km söder om huvudstaden New Delhi. Tiruvottiyūr ligger 9 meter över havet och antalet invånare är 248 059.
Terrängen runt Tiruvottiyūr är mycket platt. Havet är nära Tiruvottiyūr åt sydost.  Närmaste större samhälle är Madras, 8,2 km söder om Tiruvottiyūr.